# Rapiqum

Mapa Babilonii w czasach Hammurabiego z zaznaczonym przypuszczalnym położeniem miasta Rapiqum.

Rapiqum – w II tys. p.n.e. miasto leżące w północnej Babilonii, najprawdopodobniej na wschodnim brzegu Eufratu, gdzieś w okolicach dzisiejszego Ar-Ramadi w Iraku, dokładna lokalizacja nieznana.